# Dom Powstańca Śląskiego w Katowicach
Dom Powstańca Śląskiego w Katowicach – budynek użyteczności publicznej wzniesiony w latach 1936–1937 w Katowicach, wpisany do rejestru zabytków nieruchomych województwa śląskiego.

## Historia

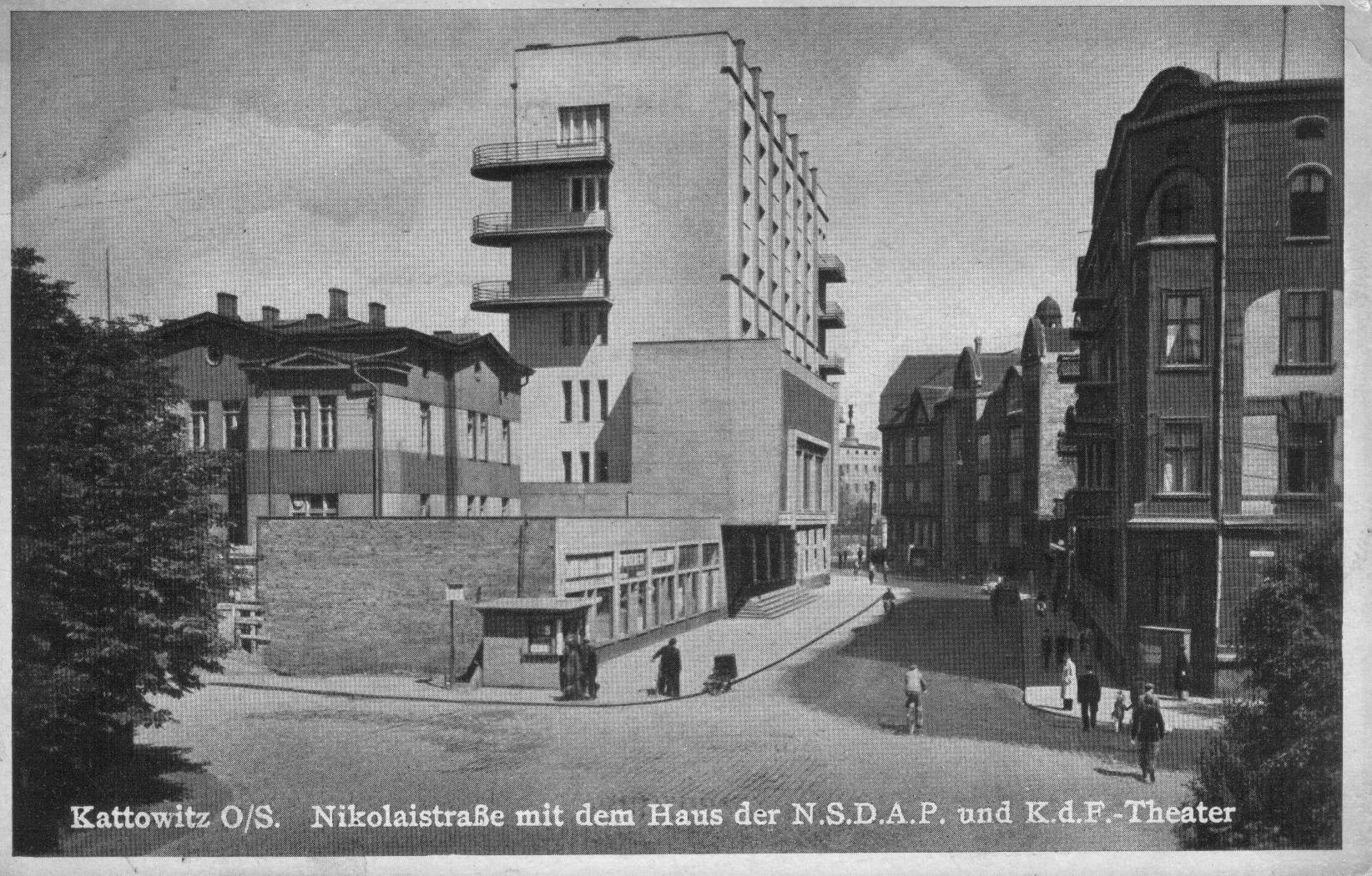
Budynek w okresie II wojny światowej służył NSDAP

Wielokondygnacyjny gmach został wybudowany w latach 1936−1937 przy ul. Jana Matejki 3 według projektu architekta Zbigniewa Rzepeckiego w stylu funkcjonalizmu z przeznaczeniem na siedzibę Związku Powstańców Śląskich. Środki na budowę wyłożyło województwo śląskie, Zarząd Dóbr Księcia Pszczyńskiego oraz powstańcy śląscy. Huta Pokój na potrzeby budowy dostarczyła 30 ton stali. Prace budowlane rozpoczęto w dniu 9 lipca 1936 roku, a otworzono go po wykończeniu wnętrz w dniu 15 listopada 1938 roku. W siedmiokondygnacyjnym budynku znajdowały się sklepy, sale konferencyjne oraz Kino Zorza z 500 miejscami. 1 kwietnia 1939 roku otwarta została w przyziemiu restauracja Piwnica Śląska z freskami przedstawiającymi "tydzień w Szombierkach". Na drugim piętrze przygotowano sale na ekspozycje pamiątek powstańczych. Gmach poświęcono 2 maja 1939 roku.
W dniu 4 września 1939 roku Dom Powstańca był punktem zbrojnego oporu, którym dowodził powstaniec Stanisław Karkoszka. Polską obronę Wehrmacht złamał przy użyciu dział przeciwpancernych, a następnie obrońcy Domu Powstańca zostali wzięci przez Niemców do niewoli i rozstrzelani na podwórzu kamienicy przy ulicy Zamkowej w Katowicach. Po II wojnie światowej obiekt należał do miasta Katowice, zarządzał nim Związek Bojowników o Wolność i Demokrację, który z czasem przejął gmach na własność. Następnie właścicielem obiektu co najmniej do 2012 roku był Związek Kombatantów Rzeczypospolitej Polskiej i Byłych Więźniów Politycznych, Zarząd Główny w Warszawie.
Częścią gmachu było kino Zorza, działające od 1938, w którym po II wojnie światowej urządzano procesy pokazowe żołnierzy, który działali w podziemiu antykomunistycznym (zob. żołnierze wyklęci), m.in. żołnierza Armii Krajowej, Stefana Gürtlera, który został skazany na karę śmierci w tymże kinie. W 2002 kino zostało oficjalnie zamknięte. Dawna sala kinowa i zaplecze była wynajmowana przez firmę, która założyła w budynku nocny Klub Muzyczny Wyższy Wymiar.
Na fasadzie budynku została umieszczona tablica upamiętniająca obrońców Katowic: powstańców śląskich i harcerzy.
W 2012 roku obiekt został wystawiony na sprzedaż za 9,5 mln zł; miasto Katowice nie było zainteresowane odkupieniem gmachu. Na przełomie 2021 i 2022 roku budynek był gruntownie remontowany, m.in. odtworzono elewację, której nadano nowe barwy; obok gmachu ma ponadto powstać nowy biurowiec.